# Gabrielė Vilkickytė
Gabrielė Vilkickytė (Vilnius, 1996) è una cantante lituana.

## Biografia
Gabrielė Vilkickytė, che ha intrapreso un corso di studi in Australia, fa musica ispirandosi alla cultura lituana e alle storie raccontate dalla famiglia, come la deportazione del nonno nei gulag da parte del regime sovietico. Ha partecipato all'Eurovizijos atranka con l'inedito Jūra nel tentativo di rappresentare la Lituania all'Eurovision Song Contest 2017.
L'album in studio d'esordio Vilko švelnumas è stato pubblicato nel maggio 2021, ha esordito al 2º posto della Albumų Top 100 ed è stato certificato platino dalla AGATA per le oltre 4 000 unità equivalenti. Lo stesso le ha fatto guadagnare il M.A.M.A. alla svolta dell'anno. Pražys (2022), in collaborazione con gli Jautì, ha segnato il suo miglior posizionamento nella Singlų Top 100 (6º posto). Patalai (2023), invece, è diventato un tormentone estivo, esordendo al 12º posto e facendole ottenere una seconda candidatura ai Muzikos asociacijos metų apdovanojimai.
Nel dicembre 2024 è ritornata sulle scene musicali col secondo disco Mažas rūpintojėlis; il progetto è finito in cima alla classifica dischi nazionale e ha collocato le undici tracce nella hit parade contemporaneamente. È stato promosso da un concerto alla Žalgirio Arena nel febbraio 2025.

## Discografia

### Album in studio
- 2021 – Vilko švelnumas
- 2024 – Mažas rūpintojėlis

### EP
- 2018 – Kilometrai (con Chris Metric)

### Singoli
- 2016 – Ramybė
- 2016 – Pabūk
- 2017 – Rugpjūtis (con Chris Metric)
- 2017 – Laiškas (con Chris Metric)
- 2018 – Test2255
- 2021 – Nusijuoksiu
- 2021 – Labanakt Vol2
- 2021 – Švelnumas (feat. Domantas Starkauskas)
- 2022 – Pražys (con gli Jautì)
- 2022 – Nieko nebijojo
- 2022 – Milžinai
- 2023 – Širdies
- 2023 – Jausmai (con i Gintariniai Laikai)
- 2023 – Patalai
- 2024 – Pamažu (con i Superkoloritas)
- 2024 – Troleibusas